# Estudos camponeses
Estudos camponeses ou estudos agrários (no inglês, peasant studies, agrarian studies) é um campo de pesquisa que emergiu no contexto do debate acerca do desenvolvimento econômico e sua relação com a agricultura, em torno da década de 1970, com um enfoque na caracterização dessas comunidades agrárias e suas trajetórias diante das perspectivas de modernização. Os pesquisadores dessa área se concentraram inicialmente no estudo de países majoritariamente rurais em processo de independência, adotando uma metodologia comparativa entre casos contemporâneos e passados, enfatizando a participação dos camponeses nesses processos históricos, e consequentemente contrariando as teorias dominantes do período que pressupunham um anacronismo e necessário declínio dessas culturas. Eventos como a Guerra do Vietnã exerceram forte influência na renovação conceitual trazida pelos estudos camponeses, em razão do protagonismo político dessas comunidades.
O processo de descolonização em curso na segunda metade do século XX, e a consequente emergência de países independentes considerados sub-desenvolvidos e majoritariamente rurais, atraiu bastante atenção para os camponeses enquanto classe, e as previsões de declínio derivadas das teorias de economia política prevalentes. Os debates, fundados no paradigma da modernização, giravam em torno dos meios para a superação da sociedade agrárias em favor da industrialização, contrastando os modelos predominantes da 'coletivização' soviética e da reforma agrária familiar praticada nos Estados Unidos, este último difundido frequentemente sob a forma de 'Revolução verde'. Em contraponto ao paradigma modernista prevalente, críticos buscaram elaborar caracterizações alternativas dos camponeses, contrastando as suposições de impotência histórica com as recentes demonstrações de protagonismo político, como também as projeções de declínio com a inegável persistência dos mesmos nos debates sociais e econômicos.
O antropólogo Eric Wolf foi responsável pela publicação de livros sobre comunidades agrárias que impactaram as ciências sociais na segunda metade da década de 1960, estudando os exemplos das revoluções no Vietnam e na China, como também na Rússia e no México, e desenvolvendo contrastes com o repertório dominante. Igualmente influente, a obra de James C. Scott acerca dos modos de resistência cotidiana dos camponeses, impactaram o paradigma da impotência política camponesa. A tradução tardia dos estudos de Alexander Chayanov sobre a dinâmica das comunidades camponeses da Rússia pré-revolucionária também impactou o debates acerca dos processos de transição entre modos de produção 
1. 1 2  Akram-Lodhi 2021, p. 15.
2. ↑  Akram-Lodhi 2021, p. 16.
3. ↑  Akram-Lodhi 2021, p. 17.
4. ↑  Akram-Lodhi 2021, p. 19.

## Biliografia
- Akram-Lodhi, A. Haroon, ed. (2021). Handbook of Critical Agrarian Studies. [S.l.]: Edward Elgar Publishing
- Bernstein, Henry; Byres, Terence J. (2001). «From peasant studies to agrarian change». Journal of agrarian change
- Borras Jr, Saturnino M. (2009). «Agrarian change and peasant studies: changes, continuities and challenges–an introduction». The Journal of Peasant Studies